# Galdamane
Galdamane (franska: Galdamane (CR), Galdamane (Commune Rurale), arabiska: بني لنث) är en kommun i Marocko.   Den ligger i provinsen Taza och regionen Fès-Meknès, i den nordöstra delen av landet, 270 km öster om huvudstaden Rabat. Antalet invånare är 21 111.